# 尼崎市立小田中学校
尼崎市立小田中学校（あまがさきしりつ おだちゅうがっこう）は、兵庫県尼崎市長洲中通にある公立中学校。

## 沿革

### 初代
- 1947年（昭和22年）4月1日 - 尼崎市立小田中学校（初代）開校。
- 1949年（昭和24年）4月1日 - 尼崎市立小田北中学校開校に伴い、尼崎市立小田南中学校へ改称。

### 2代
- 2016年（平成28年）4月1日 - 尼崎市立若草中学校と尼崎市立小田南中学校が統合し、尼崎市立小田中学校（2代）を新設。旧・尼崎市立若草中学校（西川1丁目）で開校[1]。
- 2018年（平成30年）4月1日 - 長洲中通1丁目に移転[2]。（旧・小田南中学校の校舎を改装）

## 校歌
- 作詞：古寺優子、作曲：羽地靖隆、編曲：浅江政幸[3]

## 部活動

### 運動部
- 卓球部
- 女子ソフトテニス部
- 野球部
- バスケットボール部
- 陸上競技部
- サッカー部
- 女子バレーボール部
- 男子硬式テニス部

### 文化部
- 吹奏楽部
- 手芸部
- 美術部

## 校区
以下の小学校区を通学区域とする。
- 尼崎市立清和小学校
- 尼崎市立長洲小学校
- 尼崎市立浦風小学校
- 尼崎市立杭瀬小学校

## 交通アクセス
- 西日本旅客鉄道（JR西日本）：東海道本線（JR神戸線）尼崎駅下車 徒歩約5分

## 通学区域が隣接している学校
- 尼崎市立成良中学校
- 尼崎市立大成中学校
- 尼崎市立小田北中学校